# محمود حافظ (زقلط)
محمود حافظ (18 أغسطس 1918 – 2 مايو 1989) المعروف باسم زقلط، كان لاعب كرة قدم مصري محترف. لعب لصالح نادي الزمالك ومنتخب مصر لكرة القدم. كان أيضًا طيارًا مقاتلًا في القوات الجوية المصرية.

## حياته
وُلد محمود حافظ في 10 أغسطس 1918 في القاهرة. بدأ مسيرته الاحترافية في كرة القدم عام 1936 مع الترسانة. اشتهر بلقب "زقلط". في عام 1938، انتقل إلى نادي الزمالك، وقضى بقية حياته المهنية مع العملاق القاهري. فاز مع الزمالك بكأس مصر 1938 في موسمه الأول مع الفريق. كما فاز مع القلعة البيضاء بدوري منطقة القاهرة 1939–40 تلاه لقب دوري منطقة القاهرة 1940–41 وكأس مصر 1941.
اشتهر زقلط في الغالب بالهاتريك الشهير ضد الأهلي في ديربي القاهرة الذي أقيم في نهائي كأس مصر 1944. كانت هذه أعلى نتيجة في تاريخ الديربي حتى الآن. حقق زقلط عشرة ألقاب مع نادي الزمالك حيث فاز بدوري منطقة القاهرة ست مرات وثلاثة ألقاب لكأس مصر ولقب واحد لكأس الملك فؤاد. لعب مع منتخب مصر لكرة القدم في الألعاب الأولمبية الصيفية 1948 في لندن. اعتزل كرة القدم في عام 1951.
كان محمود حافظ ضابطًا عسكريًا، تخرج من الكلية الجوية المصرية وعمل طيارًا مقاتلًا في القوات الجوية المصرية، وتقاعد برتبة عميد. وكان هو الطيار الذي حلق فوق ستاد الزمالك في افتتاحه الرسمي عام 1959. وبجانب مسيرته العسكرية، عمل في القلعة البيضاء بعد اعتزاله كرة القدم. بدأ مسيرته في الإدارة الرياضية كمدير رياضي ثم مدير كرة قدم. وفي عام 1971، انتخب محمود حافظ عضوًا في مجلس إدارة نادي الزمالك، كما شغل منصب مدير عام النادي لفترة طويلة. توفي في القاهرة عام 1989.

## إنجازات
نادي الزمالك
- دوري منطقة القاهرة: 1939–40, 1940–41, 1943–44, 1944–45, 1945–46, 1946–47, 1948–49, 1950–51
- كأس مصر: 1938، 1941, 1943, 1944, 1951
- كأس الملك فؤاد: 1940–41

## روابط خارجية
- محمود حافظ على موقع أوليمبيديا (الإنجليزية)